# Hans Schmidt (général)
Ne doit pas être confondu avec Hans Schmidt (général d'infanterie).
Pour les articles homonymes, voir Hans Schmidt et Schmidt.
Hans Schmidt (14 mars 1895 à Bayreuth - 28 novembre 1971 à Weiden in der Oberpfalz) est un Generalleutnant allemand qui a servi au sein de la Heer dans la Wehrmacht pendant la Seconde Guerre mondiale.
Il a été récipiendaire de la Croix de chevalier de la Croix de fer. Cette décoration est attribuée pour récompenser un acte d'une extrême bravoure sur le champ de bataille ou un commandement militaire avec succès.

## Biographie
Après avoir passé son baccalauréat au lycée Comte-Münster (de), Schmidt s'engage en août 1914 dans l'armée bavaroise en tant que porte-drapeau. Son brevet d'officier est daté du 15 novembre 1913. Il participe à la Première Guerre mondiale sur le front occidental en tant qu'officier de compagnie dans le 7e régiment d'infanterie royal bavarois (de).

## Décorations
- Croix de fer (1914)
  - 2e Classe
  - 1re Classe
- Croix d'honneur pour combattants 1914-1918
- Agrafe de la Croix de fer (1939)
  - 2e Classe
  - 1re Classe
- Médaille du Front de l'Est
- Croix allemande en Or (21 avril 1943)
- Croix de chevalier de la Croix de fer
  - Croix de chevalier le 16 octobre 1944 en tant que Generalleutnant et commandant de la 275. Infanterie-Division[1]